# Killian Geraci
Killian Geraci (Francia, 25 de marzo de 1999) es un jugador profesional francés de rugby que se desempeña en la posición de segunda línea en Lyon Olympique, equipo perteneciente a la liga Top 14.

## Carrera
Geraci es un jugador de formación francesa (JIFF). Comenzó su carrera deportiva con el equipo Seyssins, en el cual jugó seis temporadas (2006-2010), después pasó a FC Grenoble Rugby (2010-2019), luego a Lyon Olympique, donde lleva jugando cinco temporadas.